# Bénestroff
Bénestroff és un municipi francès, situat al departament del Mosel·la i a la regió del Gran Est. L'any 2007 tenia 489 habitants.

## Demografia

### Població
El 2007 la població de fet de Bénestroff era de 489 persones. Hi havia 182 famílies, de les quals 36 eren unipersonals (12 homes vivint sols i 24 dones vivint soles), 59 parelles sense fills, 67 parelles amb fills i 20 famílies monoparentals amb fills.
La població ha evolucionat segons el següent gràfic:
Habitants censats

### Habitatges
El 2007 hi havia 221 habitatges, 190 eren l'habitatge principal de la família, 3 eren segones residències i 28 estaven desocupats. 171 eren cases i 50 eren apartaments. Dels 190 habitatges principals, 134 estaven ocupats pels seus propietaris, 55 estaven llogats i ocupats pels llogaters i 1 estava cedit a títol gratuït; 5 tenien dues cambres, 21 en tenien tres, 41 en tenien quatre i 123 en tenien cinc o més. 153 habitatges disposaven pel capbaix d'una plaça de pàrquing. A 92 habitatges hi havia un automòbil i a 76 n'hi havia dos o més.

### Piràmide de població
La piràmide de població per edats i sexe el 2009 era:
| Homes | Edats   | Dones |
| ----- | ------- | ----- |
| 0     | 95 o +  | 0     |
| 0     | 90 a 94 | 4     |
| 0     | 85 a 89 | 0     |
| 0     | 80 a 84 | 0     |
| 4     | 75 a 79 | 12    |
| 8     | 70 a 74 | 8     |
| 12    | 65 a 69 | 8     |
| 20    | 60 a 64 | 16    |
| 16    | 55 a 59 | 16    |
| 16    | 50 a 54 | 20    |
| 24    | 45 a 49 | 20    |
| 4     | 40 a 44 | 24    |
| 16    | 35 a 39 | 16    |
| 28    | 30 a 34 | 16    |
| 20    | 25 a 29 | 20    |
| 8     | 20 a 24 | 12    |
| 16    | 15 a 19 | 16    |
| 16    | 10 a 14 | 8     |
| 16    | 5 a 9   | 20    |
| 24    | 0 a 4   | 12    |

## Economia
El 2007 la població en edat de treballar era de 309 persones, 218 eren actives i 91 eren inactives. De les 218 persones actives 193 estaven ocupades (101 homes i 92 dones) i 26 estaven aturades (13 homes i 13 dones). De les 91 persones inactives 27 estaven jubilades, 29 estaven estudiant i 35 estaven classificades com a «altres inactius».

### Ingressos
El 2009 a Bénestroff hi havia 196 unitats fiscals que integraven 484 persones, la mediana anual d'ingressos fiscals per persona era de 16.289 €.

### Activitats econòmiques
Dels 26 establiments que hi havia el 2007, 2 eren d'empreses alimentàries, 2 d'empreses de fabricació d'altres productes industrials, 3 d'empreses de construcció, 5 d'empreses de comerç i reparació d'automòbils, 6 d'empreses de transport, 1 d'una empresa d'hostatgeria i restauració, 1 d'una empresa d'informació i comunicació, 3 d'empreses immobiliàries, 2 d'entitats de l'administració pública i 1 d'una empresa classificada com a «altres activitats de serveis».
Dels 7 establiments de servei als particulars que hi havia el 2009, 1 era una oficina de correu, 1 taller de reparació d'automòbils i de material agrícola, 2 lampisteries, 2 perruqueries i 1 restaurant.
L'únic establiment comercial que hi havia el 2009 era una botiga de menys de 120 m².
L'any 2000 a Bénestroff hi havia 3 explotacions agrícoles que ocupaven un total de 342 hectàrees.

## Equipaments sanitaris i escolars
L'únic equipament sanitari que hi havia el 2009 era una ambulància.
El 2009 hi havia 1 escola maternal i 1 escola elemental.

## Poblacions més properes
El següent diagrama mostra les poblacions més properes.